# Casa de las Siete Chimeneas
La casa de las Siete Chimeneas es un edificio de Madrid (España), ya existente antes de 1570. Aunque hay huecos documentales se ha atribuido la obra a Juan Bautista de Toledo y Antonio Sillero, y ampliada por Juan de Herrera. Se encuentra situada en la plaza del Rey esquina a la calle de las Infantas.

## Historia

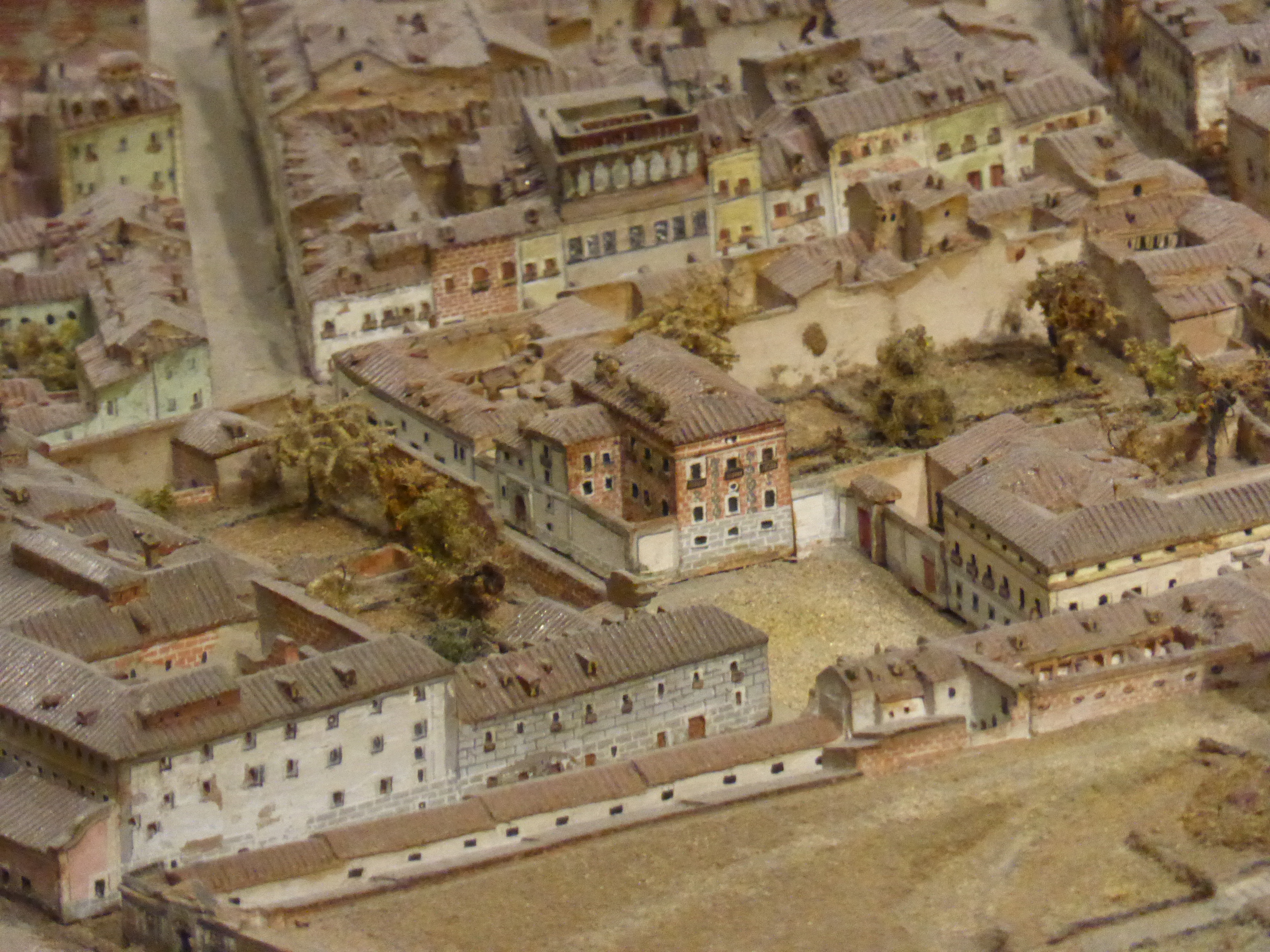
En el centro, la Plaza del Rey y la Casa de las Siete Chimeneas en 1828-1830. Modelo de Madrid, de Gil de Palacio, en el Museo de Historia de Madrid.

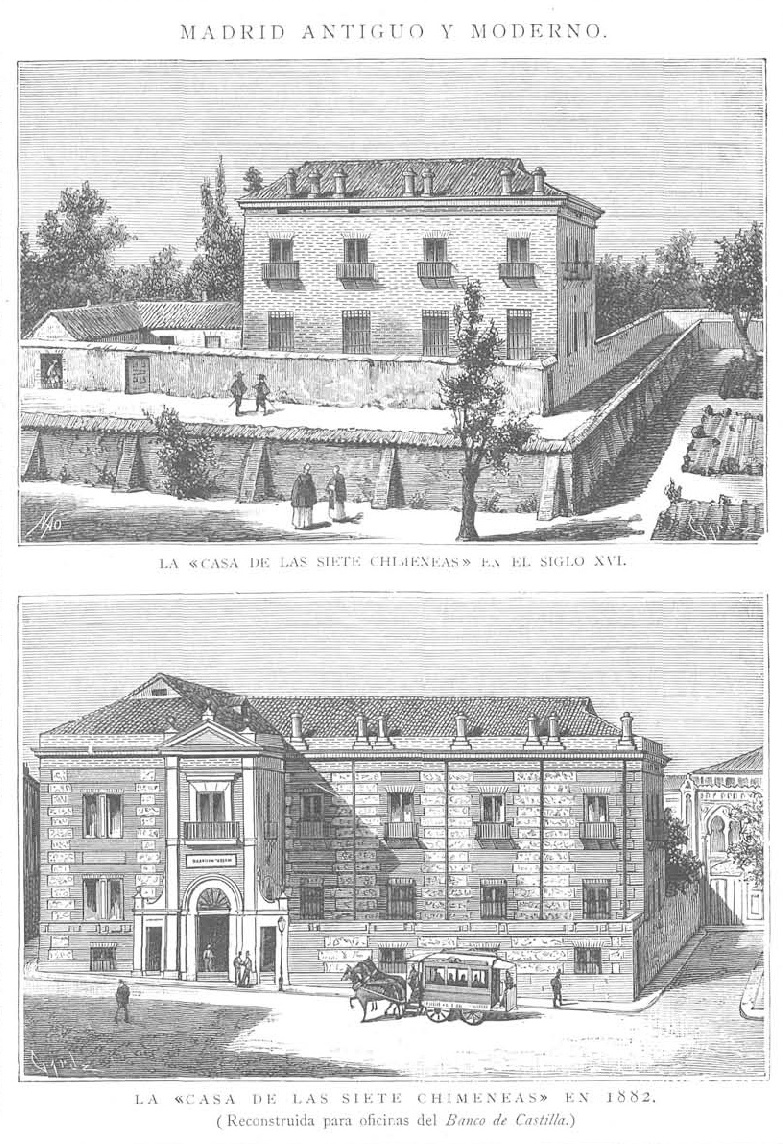
La Casa de las Siete Chimeneas en el y en 1882, de La Ilustración Española y Americana (15-10-1882).

Una sucesión de relatos semilegendarios relatan que su primer dueño fue un montero de Felipe II de España, quien mandó construir el edificio original para su hija, que se casó en el año de 1569 con un varón de añejo linaje madrileño (los Zapatas), que enseguida partió a la guerra como capitán de los tercios de Flandes, donde murió en la batalla de San Quintín. Poco después moriría la viuda dando origen a una dilatada leyenda en el tiempo. La casa fue entonces adquirida por Juan de Ledesma, secretario de Antonio Pérez. Nuevas leyendas rocambolescas hacen que la casa acabe en manos del comerciante genovés Baltasar Cattaneo o Cataño. Fue al parecer en ese periodo cuando el arquitecto Andrea de Lurano le añadió tejados a cuatro aguas y las siete chimeneas que le dieron su nombre popular. Tras la reforma, adquirió el edificio al doctor Francisco Sandi y Mesa, fundador del mayorazgo de los Colmenares y el condado de Polentinos que mantuvieron la propiedad hasta 1881.
En el siglo XVIII la casa fue ocupada por el marqués de Esquilache, ministro de Carlos III. Durante el motín provocado por la prohibición del marqués de llevar capa larga y chambergo, la casa fue saqueada por los exaltados. De este siglo data la ampliación de la casa con una sección trasversal que transformó la primitiva planta cuadrangular en una en forma de ‹L›.
Las últimas reformas llevadas a cabo son de los siglos XIX y XX. La primera, en 1881, cuando se restaura y acondiciona para sede del Banco de Castilla. La segunda es de 1957, por Fernando Chueca Goitia y José Antonio Domínguez Salazar.
En el reinado de Alfonso XIII, durante la dictadura de Miguel Primo de Rivera, la Casa de las Siete Chimeneas fue la primera sede del Lyceum Club Femenino, una asociación cultural feminista, destinada a defender la igualdad femenina y la plena incorporación de la mujer al mundo de la educación y del trabajo. El Club desarrolló una intensa actividad durante diez años hasta el inicio de la guerra.
La Casa de las Chimeneas fue declarada Monumento Histórico Artístico en 1948. Su última reforma fue llevada a cabo por los arquitectos Fernando Chueca Goitia y José Antonio Domínguez Salazar en 1957. La nueva legislación de patrimonio trajo consigo un nuevo nivel de protección, y en 1995 es declarada Bien de Interés Cultural.
En la década de 1980 fue sede del Banco Urquijo, e inmediatamente después pasó a serlo del Ministerio de Cultura de España (no de Educación) o Secretaría de Estado de Cultura (perteneciendo, entonces sí, al Ministerio de Educación y Cultura o de Educación, Cultura y Deporte).
Las leyendas sobre su origen han dado lugar a diferentes historias de fantasmas, considerada en la cultura popular como uno de los "lugares encantados" de Madrid.